# Terme di Traiano
Le terme di Traiano (latino Thermae Traiani o Thermae Traianae) erano delle terme dell'antica Roma, erette a pochi anni dall'incendio della Domus Aurea (104 d.C.) e concluse nel 109 d.C. da Traiano, con inaugurazione il 22 giugno. Sebbene precedute cronologicamente dalle terme di Agrippa e da quelle di Nerone e di Tito, furono le prime "grandi terme" di Roma e il più grande edificio termale dell'epoca.

## Storia

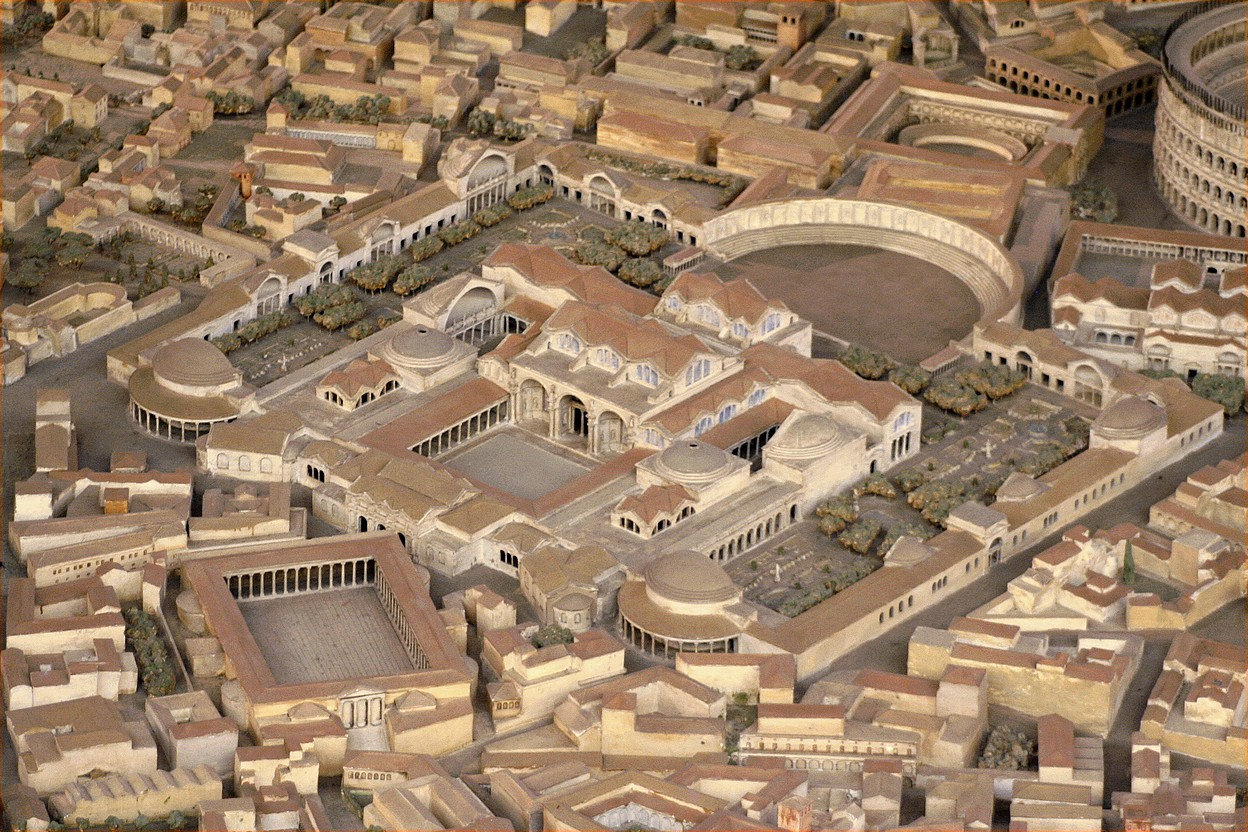
Veduta delle terme, dal plastico della Roma imperiale al Museo della civiltà romana

Da Pausania e da Dione Cassio sappiamo che le terme furono progettate per l'imperatore Traiano (98-117 d.C.) dall'architetto Apollodoro di Damasco, impegnato negli stessi anni anche nel Foro di Traiano e nei Mercati di Traiano.
Alcune fonti tardo antiche e alto medievali, invece, attribuiscono buona parte della costruzione delle terme a Domiziano (81-96 d.C.)
La datazione all'età traianea, però, è confermata dai numerosi bolli laterizi rinvenuti a più riprese nell'area..
Dalle fonti letterarie antiche ci giunge la notizia che le terme erano ancora in uso nel IV o V secolo d.C., quando esse furono adornate di statue dal prefectus urbis Felice Campaniano.
Tradizionalmente si ritiene che il complesso abbia perso la sua funzione termale dopo il taglio degli acquedotti effettuato nel 537 d.C. da Vitige, re dei Goti, per costringere Roma alla resa.
Tuttavia recenti scavi archeologici sembrano anticipare l'evento al V secolo d.C. per il rinvenimento di una necropoli all'interno del complesso termale, nello spazio antistante l'esedra nord-orientale. Le tombe ritrovate nei pressi dell'emiciclo sembrano abbandonate intorno al VII secolo d.C.. 
Durante il Medioevo il Colle Oppio fu respinto ai margini dell'abitato e occupato da vigne e orti, i quali preservarono gran parte delle terme da sovrapposizioni edilizie..
Nel 1871, nell'ambito delle programmazioni urbanistiche rese necessarie dalle nuove esigenze di Roma Capitale, l'area venne destinata a giardini pubblici, mentre gran parte della sommità del Colle Oppio fu acquistata dalla famiglia Brancaccio.. 
Tra il 1935-36 A. Munoz, Direttore dell'Ufficio Antichità e Belle Arti del Governatorato di Roma, dopo aver espropriato la proprietà ai Brancaccio, intervenne nell'area del Colle Oppio per la creazione di un parco archeologico, realizzato modificando le pendenze dell'altura, in particolare con la costruzione del viale del Monte Oppio. Il nuovo asse viario era stato concepito come un viale panoramico avente sullo sfondo il Colosseo e con la funzione di raccordare la valle dell'anfiteatro con via Merulana; tuttavia esso attraversa il complesso delle Terme di Traiano, impedendone una comprensione unitaria..

## Descrizione delle parti del complesso
La planimetria delle Terme di Traiano è stata ricostruita grazie ai frammenti della Forma Urbis Severiana, ai disegni eseguiti nel XVI e XVII secolo e alle numerose rovine ancora oggi visibili sul colle Oppio..
La costruzione delle Terme di Traiano fu eseguita intervenendo su un'area urbana di oltre sei ettari, sicuramente occupata da costruzioni precedenti: ad esempio dal padiglione esquilino della Domus Aurea, dalle terme di Tito e da altre strutture rinvenute nell'angolo Sud-occidentale delle terme. Questi edifici sono tutti caratterizzati da un orientamento Nord-Sud. La presenza della Domus Aurea indica che l'area era per la maggior parte già di proprietà imperiale e questo avrebbe facilitato la costruzione di un complesso così vasto come le Terme di Traiano in un luogo centrale e prestigioso di Roma. In seguito a un grave incendio, databile intorno al 104 d.C., che colpì la famosa residenza di Nerone, Apollodoro demolì tutto ciò che rimaneva dei piani superiori del complesso, lasciando soltanto i locali del piano terreno che usò come basamento per le future terme. Contestualmente ordinò la demolizione e l'interramento di numerosi edifici adiacenti, in modo da ottenere una vasta area sulla quale poter realizzare l'impianto termale. Proprio queste operazioni di demolizioni e interramento hanno sigillato e salvaguardato una buona parte della Domus Aurea e del quartiere pretraianeo.. 
Le Terme di Traiano sono disposte su un asse Nord-Est/Sud-Ovest e sono ruotate di 36° rispetto all'orientamento Nord/Sud dell'edilizia preesistente, per sfruttare al massimo la luce e il calore solare, garantendo al calidarium il massimo irraggiamento tra il mezzogiorno e il tramonto. 
La disposizione verso i punti cardinali, propria dell'edilizia preesistente, riemerge comunque in alcuni punti, come nella cosiddetta cisterna delle "Sette Sale".
Le Terme di Traiano appartengono al cosiddetto "Grande Tipo Imperiale". 
L'impianto termale era composto da due parti principali: gli edifici del recinto e il corpo centrale. 
Il recinto (330 x 315 m), probabilmente un'invenzione dell'architetto Apollodoro, delimitava la piattaforma sulla quale era costruito il complesso: esso era rettangolare, porticato su tre lati, con ambienti destinati ad attività sociali e culturali, e racchiudeva al suo interno un'ampia area verde scoperta, identificata con una grande palestra (xystus o palaestra).. Il recinto terminava con un'imponente esedra al centro del lato Sud-occidentale, sopra i resti della Domus Aurea. All'interno essa era fornita di gradinate a guisa di un teatro e può darsi che servisse per assistere alle gare ginniche che si svolgevano nello xystus..
L'ingresso monumentale alle terme si trovava al centro del lato settentrionale e si apriva con una sorta di propileo. Altri accessi al complesso erano localizzati nel recinto ed erano costituiti da scale, necessarie per superare il dislivello tra il piano del quartiere circostante e quello del nuovo edificio.. 
Tra i resti pertinenti al recinto, visibili nel Parco del Colle Oppio, c'è una sala bi-absidata sul lato settentrionale del complesso, orientata come la Domus Aurea. Altre esedre più piccole, invece, si aprivano nel perimetro: due di queste erano poste negli angoli settentrionali. Ciascuna di esse era costituita da due strutture semicircolari e concentriche. La loro funzione è ancora incerta. L'esedra Nord-orientale è quella meglio conservata: tradizionalmente interpretata come ninfeo con fontane, essa presenta lungo la parete undici nicchie alternativamente rettangolari e semicircolari, ed è coperta da una semicupola decorata a cassettoni ottagonali e triangolari..
La presenza di forti pendenze nella morfologia del Colle Oppio rese necessaria la realizzazione di un terrazzamento sugli altri tre lati del recinto, al di sopra del quale furono edificate le terme. A questo sistema di sostruzione è da attribuire una serie di celle o grotte, oggi in parte visibile sul lato Sud-occidentale del complesso. Altre due esedre si aprivano negli angoli del lato meridionale: esse erano costruite da una struttura semicircolare posta all'interno di un'altra di forma rettangolare.
L'esedra Sud-Occidentale è quella meglio conservata ed è interpretata come una grande biblioteca: l'emiciclo dell'esedra, infatti, è caratterizzato dalla presenza di un doppio ordine di grandi nicchie rettangolari, identificate come contenitori di armadi per conservare libri e documenti. Tra le due file di nicchie sono visibili i profondi incassi per il sostegno di un ballatoio ligneo. Negli ambienti di forma triangolare, ricavati nello spazio tra la struttura quadrangolare e l'emiciclo dell'esedra, vi erano i corpi scala, forse riservati esclusivamente al personale di servizio delle terme, per mezzo dei quali si accedeva al ballatoio in corrispondenza del secondo ordine delle nicchie e ai piani superiori di stanze poste ai lati all'edificio.. 
L'esedra era coperta da una semicupola, oggi conservata per un'altezza di 4 m, ed era decorata da cassettoni a forma di trapezio. Nelle riproduzioni di Giovanni Battista Piranesi si vede che le cassette trapezoidali si alternavano a quelle più grandi di forma esagonale. Pochi resti rimangono, invece, dell'altra esedra Sud-orientale, sull'angolo opposto del recinto, ancora parzialmente visibile ai tempi di Piranesi.. 
Dall'analisi del recinto esterno del complesso si deduce che esso, visto da fuori, non costituiva un insieme architettonico organico: il profilo esterno, infatti, fu determinato soprattutto dalla necessità di inserire le terme in un quartiere preesistente. L'interesse dell'architetto, invece, era tutto rivolto verso l'interno del complesso..
L'edificio centrale (circa 190 x 212 m) si presentava come un blocco rettangolare chiuso, dal cui perimetro sporgeva solo il corpo del calidarium. L'edificio centrale era posto al centro del recinto e forse era addossato al lato settentrionale, dove si apriva l'entrata principale. Dopo l'ingresso, le aule termali erano disposte in sequenza lungo l'asse centrale: la natatio, il frigidarium, il tepidarium e infine il calidarium. Intorno a questo asse erano distribuiti simmetricamente tutti gli altri ambienti, ad esempio gli spogliatoi e le palestre. 
Purtroppo tutto il fabbricato centrale è andato distrutto e restano soltanto alcune strutture: l'esedra di uno degli ambienti interpretati come palestra, l'abside di un'aula del lato Sud. e parte della muratura del frigidarium, riutilizzata in un casino di caccia dei Brancaccio e oggi sede del Centro Anziani.. Queste tre strutture, molto vicine tra loro, sono visibili al centro del Parco del Colle Oppio. L'esedra della palestra orientale conserva parte della semicupola a lacunari quadrangolari e la parete è scandita da una successione di nicchie semicircolari e rettangolari..
Nel contesto delle antiche terme sono stati trovati diversi mosaici ed affreschi provenienti soprattutto dagli edifici sotterranei, precedenti alla costruzione delle terme: l'affresco della "Città Dipinta", il "mosaico della Vendemmia" e il prestigioso e raro mosaico parietale raffigurante Apollo e le Muse, rinvenuto per una lunghezza di circa 16 m nei recenti scavi della Sovraintendenza ai Beni Culturali di Roma Capitale. 
In seguito a recenti studi sembra da escludere, invece, la provenienza da questo complesso del gruppo del Laocoonte, attualmente conservato nei Musei Vaticani, il quale sembra invece provenire dai vicini Horti Maecenatis..

## Galleria d'immagini

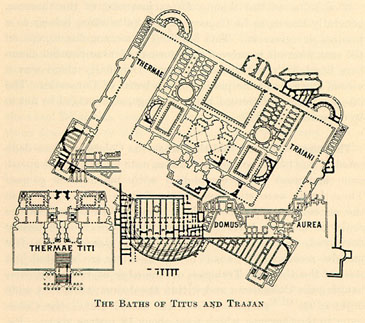
Pianta (notare la nuova disposizione assiale rispetto agli edifici preesistenti)
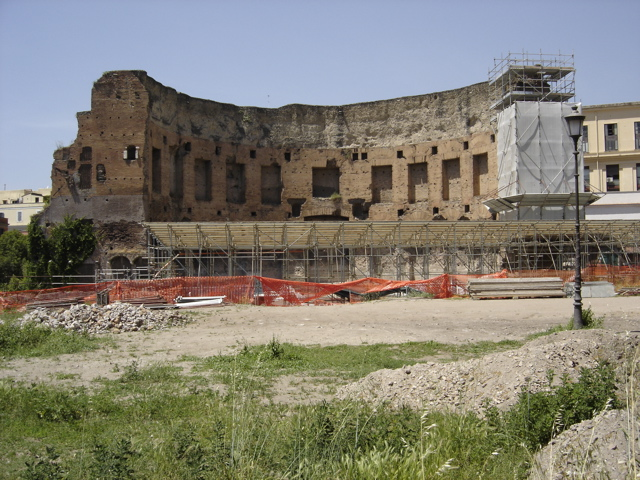
Resti delle terme di Traiano
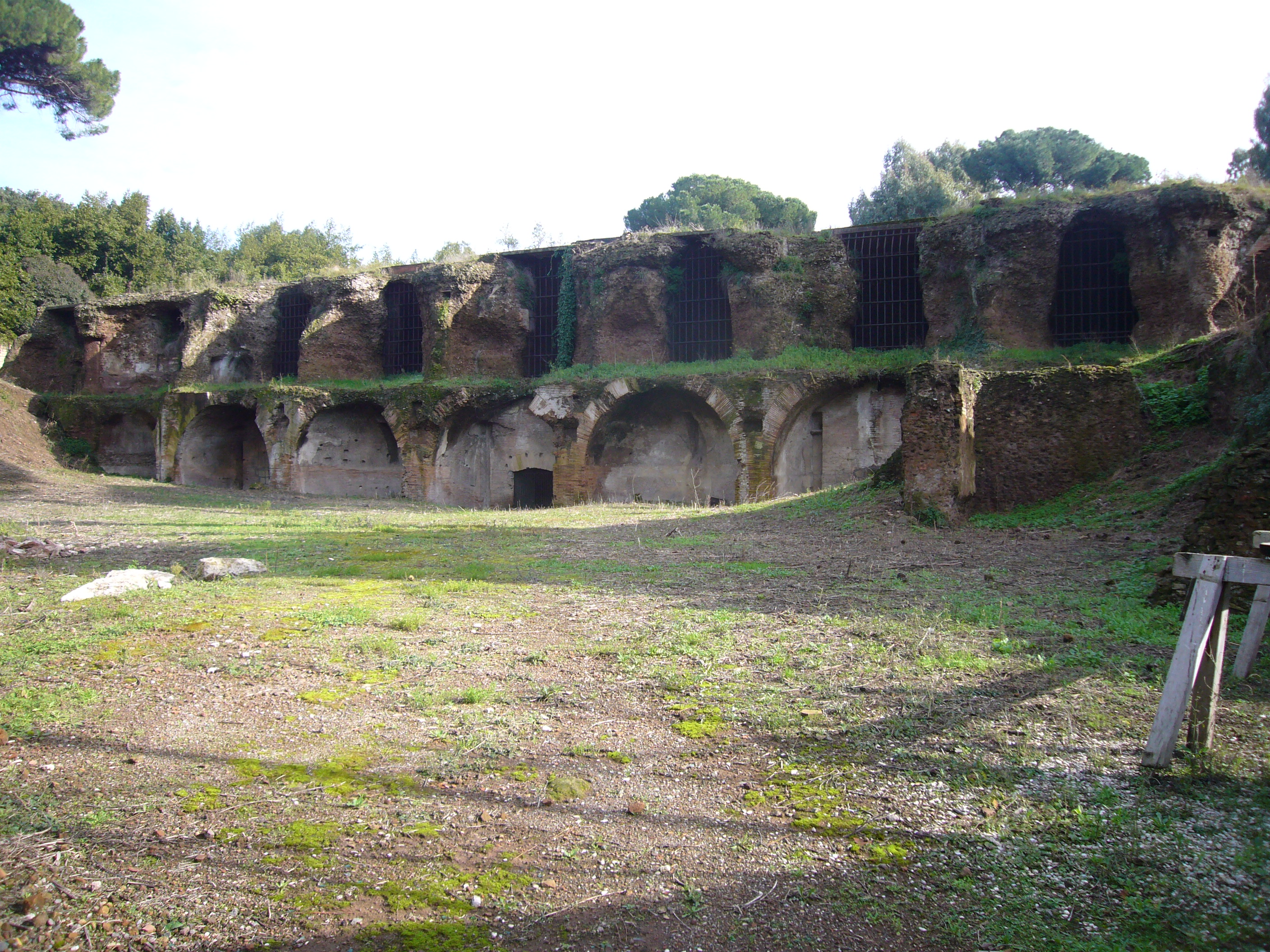
Le "sette sale"
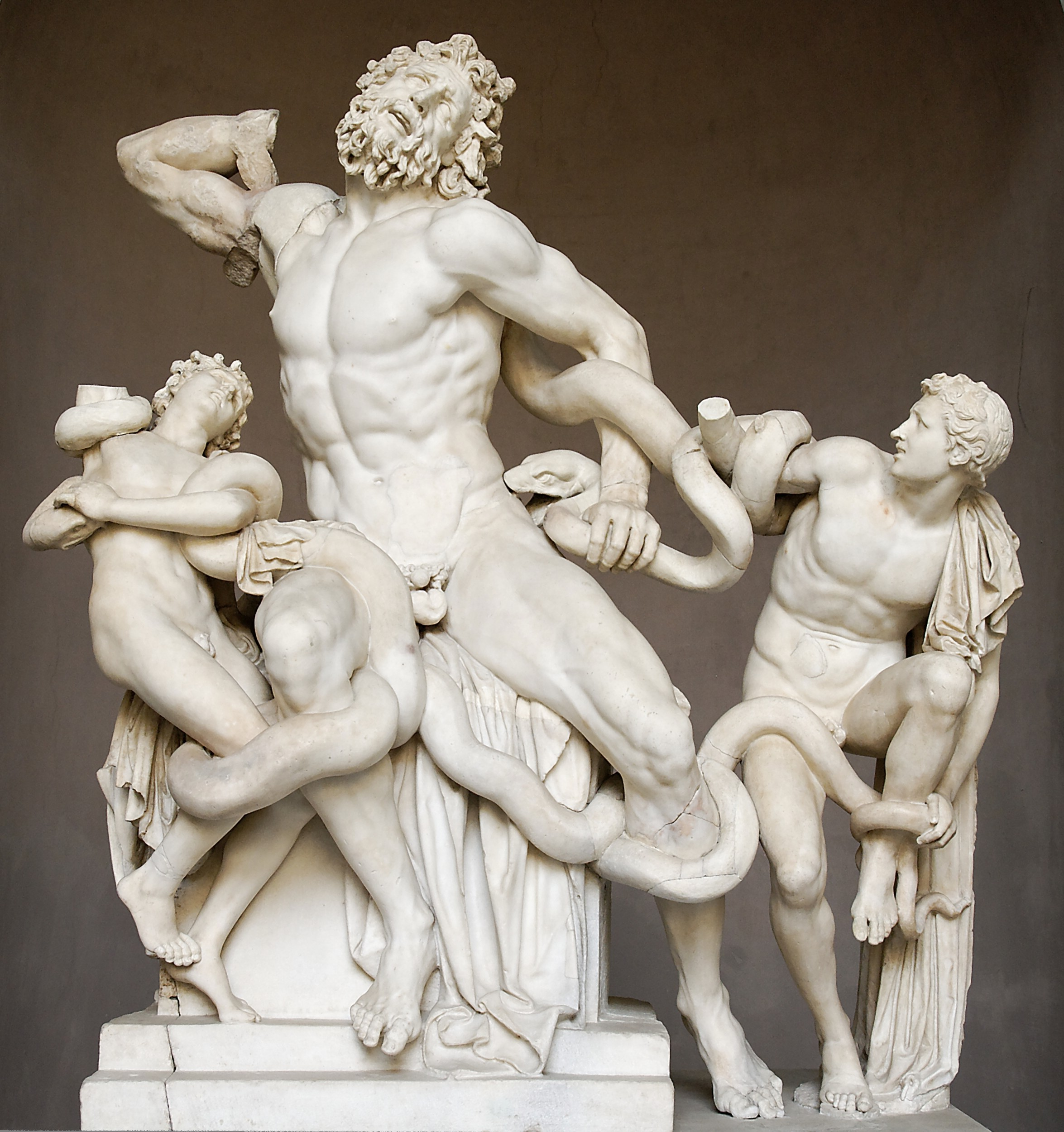
Il Gruppo del Laocoonte, uno dei principali reperti rinvenuti nelle terme di Traiano
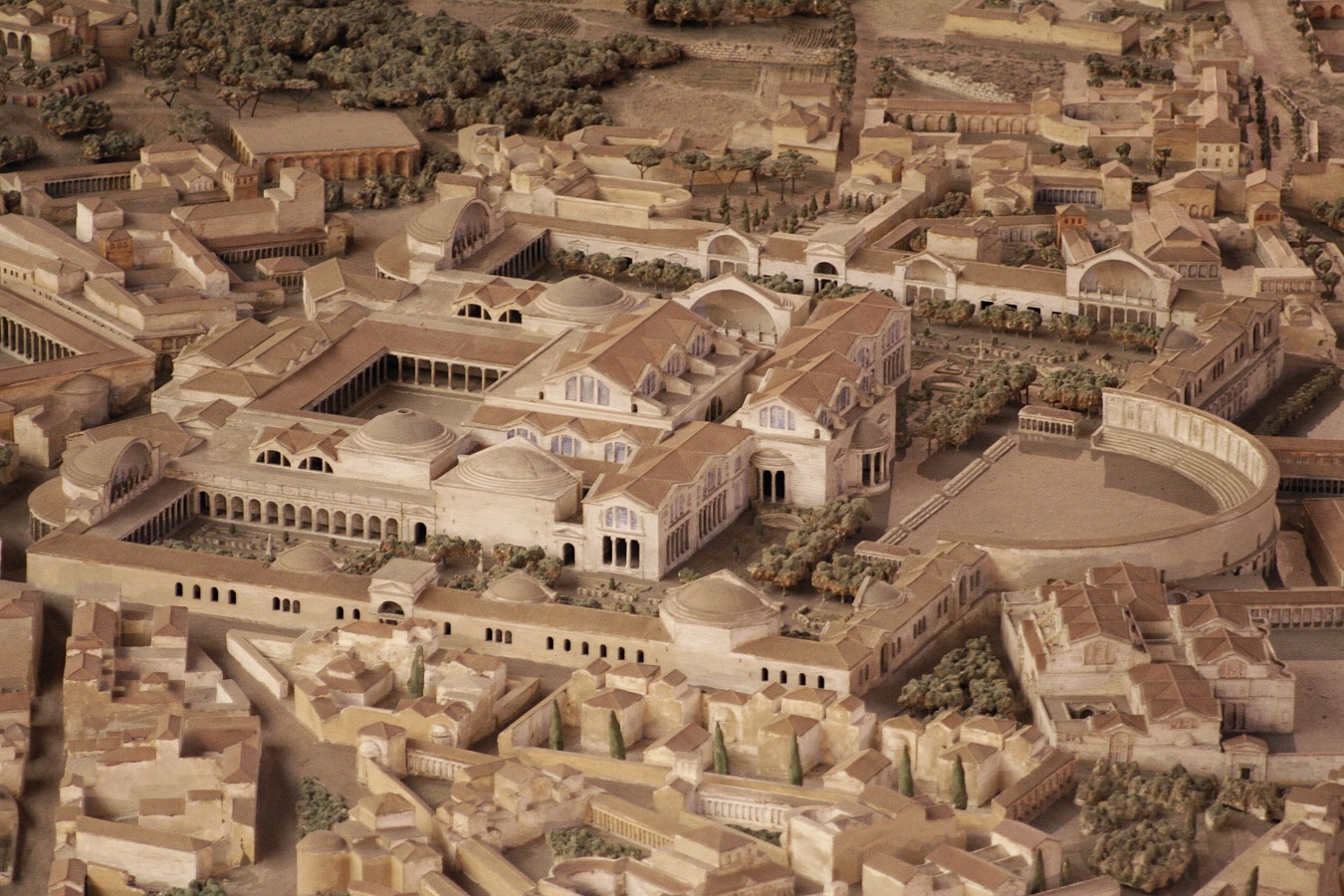
Modellino ricostruttivo delle terme di Traiano (Gismondi)
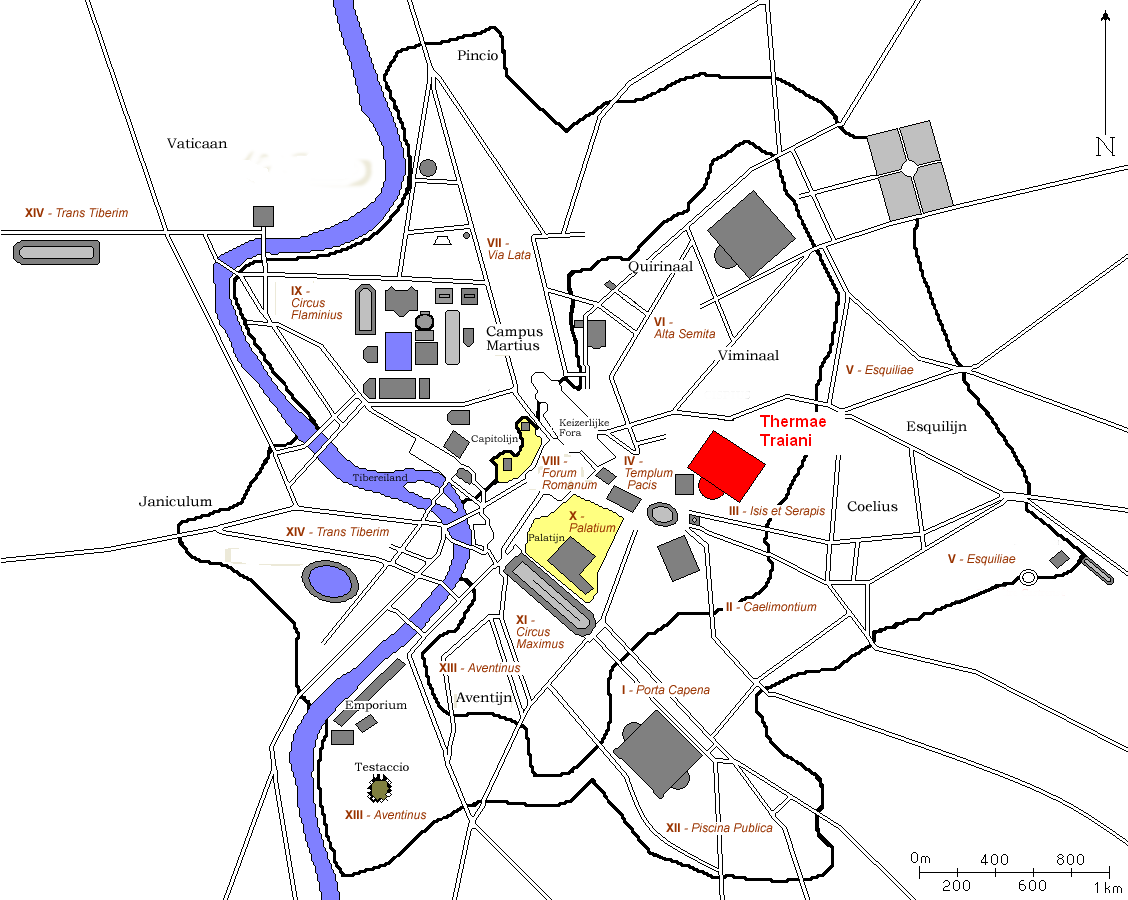
Localizzazione delle terme di Traiano